# VSV in het seizoen 1961/62
Het seizoen 1961/1962 was het achtste jaar in het bestaan van de Velsense betaaldvoetbalclub VSV. De club kwam uit in de Nederlandse Eerste divisie B en eindigde daarin op de 15e plaats, dit hield in dat de club rechtstreeks degradeerde naar de Tweede divisie. Tevens deed de club mee aan het toernooi om de KNVB beker, hierin werd in de derde ronde verloren van Volendam (2–3).

## Wedstrijdstatistieken

### Eerste divisie B
|       | Be Quick | EBOH  | Elinkwijk | Enschedese Boys | Excelsior | Heerenveen | Heracles | Hermes DVS | Hilversum | HVC   | Limburgia | NOAD  | RBC   | SHS   | Wageningen | Wilhelmina | ZFC   |
| ----- | -------- | ----- | --------- | --------------- | --------- | ---------- | -------- | ---------- | --------- | ----- | --------- | ----- | ----- | ----- | ---------- | ---------- | ----- |
| Thuis | 4 – 1    | 1 – 1 | 4 – 3     | 5 – 1           | 0 – 0     | 0 – 0      | 0 – 5    | 3 – 0      | 2 – 1     | 2 – 0 | 1 – 1     | 1 – 3 | 2 – 3 | 3 – 2 | 2 – 3      | 2 – 0      | 1 – 2 |
| Uit   | 2 – 0    | 3 – 6 | 2 – 2     | 6 – 1           | 2 – 0     | 1 – 0      | 10 – 1   | 4 – 1      | 2 – 3     | 3 – 2 | 7 – 4     | 2 – 1 | 5 – 0 | 4 – 1 | 4 – 1      | 4 – 0      | 0 – 1 |

### KNVB beker
| 2e ronde                                  | VSV                    | 0 – 0 Na strafschaoppen | Stormvogels                |
| 31 maart 1962 Plaats: Velsen Schoonenberg |                        |                         |                            |
| 3e ronde                                  | VSV                    | 2 – 3 (0 – 1)           | Volendam                   |
| 29 april 1962 Plaats: Velsen Schoonenberg | Cor Brom Fred Dikstaal |                         | 5', 87', –' Harmen Veerman |

## Statistieken VSV 1961/1962

### Eindstand VSV in de Nederlandse Eerste divisie B 1961/1962
| Stand | Gespeeld | Gewonnen | Gelijk | Verloren | Punten | Doelpunten voor | Doelpunten tegen |
| ----- | -------- | -------- | ------ | -------- | ------ | --------------- | ---------------- |
| 15e   | 34       | 11       | 5      | 18       | 27     | 57              | 87               |

### Topscorers
| #                    | Naam             | Goal |
| -------------------- | ---------------- | ---- |
| 1.                   | Gerry van Dolder | 11   |
| 2.                   | Fred André       | 9    |
| 2.                   | Ger Farenhorst   | 9    |
| 4.                   | Ron Versluis     | 6    |
| 5.                   | Cor Brom         | 3    |
| 5.                   | Fred Dikstaal    | 3    |
| 5.                   | Arno Uniken      | 3    |
| 8.                   | Olof Hendriksen  | 2    |
| 8.                   | Tjeerd Kort      | 2    |
| 8.                   | Simon Langbroek  | 2    |
| 8.                   | Jaap Malestein   | 2    |
| 12.                  | Henk Belfroid    | 1    |
| 12.                  | Jan Brederveld   | 1    |
| 12.                  | Piet Jager       | 1    |
| 12.                  | Simon Voet       | 1    |
| Onbekende doelpunten |                  |      |
| –                    | Onbekend         | 4    |
| Totaal               | Totaal           | 57   |

| #      | Naam          | Goal |
| ------ | ------------- | ---- |
| 1.     | Cor Brom      | 1    |
| 1.     | Fred Dikstaal | 1    |
| Totaal | Totaal        | 2    |